# Santuario della Madonna del Carmine al Combarbio
Il santuario della Madonna del Carmine al Combarbio è un edificio sacro che si trova in località Combarbio ad Anghiari.

## Storia e descrizione
Il complesso architettonico, costituito dalla chiesa e dall'antico convento dei Carmelitani, venne eretto tra il 1536 e il 1552 su disegno e progettazione attribuita all'ingegnere granducale Giovanni Alberto Camerini da Bibbiena, nel luogo in cui il 16 luglio 1536, secondo la tradizione, la Madonna era apparsa a una pastorella. L'impianto della chiesa è a croce latina con ampio transetto. Sul lato destro è addossato il campanile a vela datato 1566 e il chiostro. Il complesso ha subito restauri ottocenteschi ed è stato oggetto di un recente intervento di ripristino architettonico.  
Sopra l'altare maggiore si trova la tavola cinquecentesca che si dice ricopiata nel 1536 da Niccolò Soggi, ed è inserita in un tabernacolo ornato di intagli in legno dorato a grossi fogliami con quattro putti, di stile barocco, ai lati.

## Galleria d'immagini

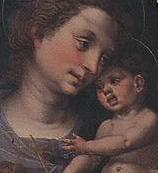
Particolare della tavola del Soggi